# ژلتش (ناحیه پروستییوف)
ژلتش (به چکی: Želeč) یک منطقهٔ مسکونی در جمهوری چک است که در ناحیه پروستییوو واقع شده‌است. ژلتش ۸٫۰۹ کیلومتر مربع مساحت و ۵۴۱ نفر جمعیت دارد و ۲۴۱ متر بالاتر از سطح دریا واقع شده‌است.